# Bran’sche Buchhandlung
Gründer der Bran’schen Buchhandlung in Jena war D. Friedrich Bran. Sein Verlag bestand ab Dezember 1816. Die Konzession für die Verlagsbuchhandlung galt ab März 1817. Nach Brans Tod übernahm sein Sohn Friedrich Johann Carl (1810–1884) die Leitung von Buchdruckerei und Buchhandlung.

## Geschichte
Die Bran’sche Verlagsbuchhandlung hatte Vorläufer. Bereits in Hamburg gab Friedrich Bran ab 1804 die Wochenschrift Nordische Miscellen in Zusammenarbeit mit dem Buchhändler Benjamin Gottlob Hoffmann im eigenen Verlag heraus. Etwa ein Jahrzehnt später gründete er den Verlag Expedition der Minerva. Brans Partner in Jena wurde 1817 der Buchhändler Friedrich August Schmid. Während dieser die Buchhandlung leitete, kümmerte sich Bran um die Druckerei. Anfangs wurden die Druckerzeugnisse des Verlags daher auch unter dem Namen August Schmid und Compagnie veröffentlicht. Ende 1818 schied Schmid aus dem Unternehmen aus.
1831 wurde der Verlag von Brans Sohn übernommen, da sein Vater plötzlich verstorben war. Die angeschlossene Druckerei gab Friedrich Johann Carl Bran um 1853 auf. Buchhandlung und Verlag in der Jenaer Wagnergasse 359, in der sich auch die Wohnung der Familie befand, wurde von Brans Sohn aus erster Ehe weitergeführt.
Die Bran’sche Buchhandlung war anfangs wirtschaftlich erfolgreich und veröffentlichte jährlich zwischen 10 und 20 Titel. Der Verlag publizierte sowohl Buchausgaben als auch Zeitschriftreihen. Dabei achtete schon der Verlagsgründer Friedrich Bran darauf, die zur Verfügung stehenden Texte möglichst effektiv zu verwerten. Bran veröffentlichte die Aufsätze zunächst in seinen Zeitschriften, um sie später erneut als Buchausgabe zu publizieren. Wie beispielsweise James Weddells Aufsatz Reise nach dem Südpol, der 1823 zunächst im Ethnographischen Archiv erschien und 1827 in Buchform vermarktet wurde. Zwar stieß das Ethnographische Archiv auf das Interesse des Großherzogs Carl August von Sachsen-Weimar-Eisenach, war aber wirtschaftlich kein Erfolg. Im Verlauf der Verlagsgeschichte wurde neben den zahlreichen Reiseberichten immer wieder historische, theologische und juristische Fachliteratur publiziert. Auch der Historiker Heinrich Luden veröffentlichte Bücher im Verlag der Familie Bran. So erschienen beispielsweise die Geschichte der Teutschen (1842–1843) oder Übersetzungen Ludens aus dem Französischen in der Bran’schen Verlagsbuchhandlung.